# Miquel Cardelús Carrera
Miquel Cardelús Carrera (Olot, 1890 - Badalona, 1981) va ser un químic, enginyer industrial i polític català.
Casat amb Joaquima Cros Sauquer, era de tendència conservadora, profundament catòlic i tenia una gran preocupació per la beneficència. Doctor en ciències químiques i enginyer industrial, va obtenir càtedra el 1919 a l'Escola d'Enginyers Industrials de Bilbao, a la qual va renunciar per motius familiars que el van obligar a traslladar-se a Badalona. Allà va exercir la docència a l'Escola d'Enginyers i Pèrits de Barcelona i, finalment, passaria a obtenir una càtedra de nou a l'Escola Especial d'Enginyers Industrials de Barcelona el 1941, esdevenint-ne professor numerari de metal·lúrgia.
De la seva vida política, el 1954 entrava com a regidor de l'Ajuntament de Badalona pel terç familiar. Va ser alcalde de Badalona durant un curt període l'any 1961, després dels cessament de l'anterior alcalde Santiago March per la seva relació en les trifulgues en les eleccions de finals de 1960 per la renovació parcial del consistori. Cardelús va assumir el càrrec amb caràcter accidental, com a home de transició, estava poc vinculat a les essències del Movimiento Nacional, i a partir del 5 de febrer va ser alcalde interí per la renovació triennal de l'Ajuntament. També, durant molts anys, va ser la part designada per l'Ajuntament en l'administració del patrimoni del Patronat Llegat de Roca i Pi, a més del rector i el vicari de Santa Maria de Badalona.
El 1972 va ser homenatjat per l'Ajuntament, presidit per Felipe Antoja, fent-lo el títol de fill adoptiu i atorgant-li la medalla d'or de la ciutat, en què es va destacar sobretot el seu pas per la tinença d'alcaldia de beneficència.

## Obres
Va ser autor d'algunes obres sobre química:
- Análisis cuantitativo de fundiciones y de hierros y aceros (1929)
- Metalografía de hierros y aceros (1936)
- Programa de industrias de química orgánica y sus prácticas (1946)
- La celulosa y sus aplicaciones (1947)
- Plásticos sintéticos (1953)
- Compendio de Historia de la Química (1960)